# Ângulo central

O ângulo AÔB é ângulo central.

Um ângulo central é um ângulo cujo vértice é o centro de um círculo, e duas semirretas o compõem, portanto, atravessam a circunferência em dois pontos distintos. O ângulo central determina um arco entre estes dois pontos, cuja medida é, por definição, igual à medida do próprio ângulo central. Se numa circunferência de centro {\displaystyle O} um ângulo central determina um arco {\displaystyle {\widehat {AB}}}, dizemos que:
{\displaystyle {\widehat {AB}}} é o arco correspondente ao ângulo central {\displaystyle A{\hat {O}}B}, ou {\displaystyle {\widehat {AB}}} é o arco subentendido por {\displaystyle A{\hat {O}}B}.

## Medida do ângulo central e do arco correspondentes
A congruência, a adição e a desigualdade de arcos são estabelecidas em correspondência com a congruência, a adição e a desigualdade dos ângulos centrais correspondentes. Portanto, para medir um arco tomando outro arco da mesma circunferência como unidade (arco unitário) basta utilizar os respectivos ângulos centrais. Assim, tomando-se para unidade de arco (arco unitário) o arco definido na circunferência por um ângulo central unitário (unidade de ângulo), temos: a medida de um arco de circunferência é igual à medida do ângulo central correspondente.